# Giovanni De Gennaro
Giovanni De Gennaro (Brescia, 21 de julio de 1992) es un deportista italiano que compite en piragüismo en la modalidad de eslalon.
Participó en tres Juegos Olímpicos de Verano, entre los años 2016 y 2024, obteniendo una medalla de oro en París 2024, en la prueba de K1 individual, y el séptimo lugar en Río de Janeiro 2016, en la misma prueba.
Ganó tres medallas en el Campeonato Mundial de Piragüismo en Eslalon entre los años 2013 y 2022, y cuatro medallas en el Campeonato Europeo de Piragüismo en Eslalon entre los años 2015 y 2024.

## Palmarés internacional
| Juegos Olímpicos   | Juegos Olímpicos               | Juegos Olímpicos  | Juegos Olímpicos |
| Año                | Lugar                          | Medalla           | Competición      |
| ------------------ | ------------------------------ | ----------------- | ---------------- |
| 2024               | París (Francia)                | Medalla de oro    | K1 individual    |
| Campeonato Mundial |                                |                   |                  |
| Año                | Lugar                          | Medalla           | Competición      |
| 2011               | Bratislava (Eslovaquia)        | Medalla de bronce | K1 por equipos   |
| 2013               | Praga (República Checa)        | Medalla de oro    | K1 por equipos   |
| 2022               | Augsburgo (Alemania)           | Medalla de plata  | K1 individual    |
| Campeonato Europeo |                                |                   |                  |
| Año                | Lugar                          | Medalla           | Competición      |
| 2015               | Markkleeberg (Alemania)        | Medalla de bronce | K1 por equipos   |
| 2021               | Ivrea (Italia)                 | Medalla de plata  | K1 individual    |
| 2022               | Liptovský Mikuláš (Eslovaquia) | Medalla de plata  | K1 individual    |
| 2024               | Tacen (Eslovenia)              | Medalla de oro    | K1 individual    |